# Azure Parsons
Azure Parsons (* 5. Oktober 1984 in New Orleans, Louisiana) ist eine US-amerikanische Filmschauspielerin.

## Leben
Azure Parsons ist seit 2004 als Filmschauspielerin zu sehen. In der Serie Salem spielte sie ab 2014 Gloriana Embry, 2015 war sie in The Astronaut Wives Club als Annie Glenn zu sehen.

## Filmografie (Auswahl)
- 2005: Elvis
- 2008–2009: Schatten der Leidenschaft (The Young and the Restless, Fernsehserie, 4 Folgen)
- 2011: Death Valley (Fernsehserie, 3 Folgen)
- 2011: Castle (Fernsehserie, eine Folge)
- 2012: Poe
- 2013: 2 Guns
- 2013: Paradise
- 2014–2017: Salem (Fernsehserie, 12 Folgen)
- 2015: The Astronaut Wives Club (Fernsehserie, 10 Folgen)
- 2015: Dark Places – Gefährliche Erinnerung (Dark Places)